# Topeliopsis meridensis
Topeliopsis meridensis är en lavart som beskrevs av Kalb & Frisch 2006. Topeliopsis meridensis ingår i släktet Topeliopsis och familjen Thelotremataceae.   Inga underarter finns listade i Catalogue of Life.